# خليج إيفانز
خليج إيفانز (بالإنجليزية: Cape Evans)‏ هو رأس صخري يقع على الجانب الغربي من جزيرة روس في القارة القطبية الجنوبية ، ويشكل الجانب الشمالي من مدخل خليج إريبس.